# Torneo Godó 1998
Il Torneo Godó 1998 è stato un torneo di tennis giocato sulla terra rossa..
È stata la 46ª edizione del Torneo Godó,
che fa parte della categoria International Series Gold nell'ambito dell'ATP Tour 1998.
Si è giocato al Real Club de Tenis Barcelona di Barcellona in Spagna, dal 13 al 19 aprile 1998.

## Campioni

### Singolare
Todd Martin ha battuto in finale  Alberto Berasategui con il punteggio di 6–2, 1–6, 6–3, 6–2

### Doppio
Jacco Eltingh /  Paul Haarhuis hanno battuto in finale  Ellis Ferreira /  Rick Leach con il punteggio di 7–5, 6–0